# Lovisa Modig
Lovisa Modig (27 marzo 1993) è una fondista svedese.

## Biografia
Attiva in gare FIS dal novembre del 2009, in Coppa del Mondo la Modig ha esordito il 21 gennaio 2017 a Ulricehamn (55ª) e ha ottenuto il primo podio il 24 gennaio 2021 a Lahti in staffetta (2ª). In carriera non ha preso parte a rassegne olimpiche o iridate.

## Palmarès

### Coppa del Mondo
- Miglior piazzamento in classifica generale: 76ª nel 2021
- 1 podio (a squadre):
  - 1 secondo posto